# Discovery (album)
A Discovery (magyarul: Felfedezés) Mike Oldfield 1984. június 25-én megjelent, sorrendben kilencedik nagylemeze, amely 2016-ban újrakeverve ismét megjelent. Oldfield kezdetben komplex, főleg instrumentális lemezekkel jelentkezett. A 80-as évek elején készültek el első popdalai. Az előző nagylemez hatalmas popslágerei után (Crises album: Moonlight Shadow, Shadow on the Wall) érdemes volt követni az új irányvonalat. Ez határozta meg a Discovery szerkezetét: most először kevesebb az instrumentális rész, mint a többi. A lemezen hét popdal található, és egy tizenkét perces instrumentális szerzemény.
Az albumról a To France lett a legnépszerűbb, méltó követője az előző lemez megaslágereinek, de a Tricks of the Light és a címadó dal is igen sikeresek.
Továbbra is állandó közreműködő Maggie Reilly, ő énekli a To France, a Crystal Gazing és a Talk About Your Life dalokat, illetve a Trick of the Light duettjének is egyik tagja. A duett másik tagja, illetve a többi szám énekese Barry Palmer.
A dalok szövegét Mike Oldfield írta. A Saved By A Bell dal utalás a Tubular Bells Oldfield életművében való kiemelt, már-már terhes szerepére.

## Az album dalai
| 1. | To France           | Oldfield | 4:37 |
| 2. | Poison Arrows       | Oldfield | 3:57 |
| 3. | Crystal Gazing      | Oldfield | 3:02 |
| 4. | Tricks of the Light | Oldfield | 3:52 |
| 5. | Discovery           | Oldfield | 4:35 |

| 6. | Talk About Your Life | Oldfield | 4:24  |
| 7. | Saved by a Bell      | Oldfield | 4:39  |
| 8. | The Lake             | Oldfield | 12:10 |

## Közreműködtek

### Zenészek
- Maggie Reilly – ének
- Barry Palmer – ének
- Simon Phillips – dobok
- Mike Oldfield – minden egyéb hangszer

### Produkció
- Producer és hangmérnök – Mike Oldfield, Simon Phillips
- Borítókép – Dan Kramer

## Érdekességek
- Oldfield a magasnak tartott angliai adók miatt ment Svájcba, hogy ott vegye fel az albumot.
- A To France egyik motívuma hallható a Talk About Your Life szám közben is.
- A Tricks of the Light szám Barry Palmer és Maggie Reilly duettje, de ők maguk a felvétel közben sosem találkoztak.